# Santa Cruz (Laguna)
Pour les articles homonymes, voir Santa Cruz.
Santa Cruz est une ville de 1re classe, capitale de la province de Laguna aux Philippines.
Selon le recensement de 2010 elle est peuplée de 110 943 habitants.

## Barangays
Santa Cruz est divisée en 26 barangays :
- Alipit
- Bagumbayan
- Calios
- Duhat
- Gatid
- Jasaan
- Labuin
- Malinao
- Oogong
- Pagsawitan
- Palasan
- Patimbao
- Barangay 1
- Barangay 2
- Barangay 3
- Barangay 4
- Barangay 5
- San Jose
- San Juan
- San Pablo du Nord
- San Pablo du Sud
- Santisima Cruz
- Santo Angel central
- Santo Angel du Nord
- Sant Angel du Sud

## Démographie
| Année | Habitants | Évolution |
| ----- | --------- | --------- |
| 1995  | 86 978    | -         |
| 2000  | 92 694    | 6,57 %    |
| 2007  | 101 914   | 9,95 %    |
| 2010  | 110 943   | 8,86 %    |

## Jumelage
- Makati (Philippines)
- Mangilao (Guam)
- Dublin (Irlande)